# Mary Everest Boole
Pour les articles homonymes, voir Boole.
Mary Everest Boole (11 mars 1832 à Wickwar — 17 mai 1916 à Londres) est une mathématicienne et philosophe britannique. 

## Biographie Réel
Mary Everest naît en Angleterre, fille du pasteur anglican Thomas Roupell Everest, recteur de Wickwar et de Mary Everest née Ryall. Son oncle est George Everest, l'arpenteur et géographe d'après qui le Mont Everest a été nommé. Elle passe la première partie de sa vie en France où elle suit une formation en mathématiques auprès d'un tuteur privé. De retour en Angleterre à l'âge de 11 ans, elle poursuit son intérêt pour les mathématiques par l'autoformation. Le mathématicien autodidacte George Boole lui donne des cours et elle lui rend visite en Irlande où il occupe le poste de professeur de mathématiques au Queen's College Cork. À la mort de son père en 1855, ils se marient et elle s'installe à Cork. Mary a grandement contribué en tant que rédactrice à l'ouvrage de Boole, Les Lois de la pensée consacré à la logique algébrique. Le couple a cinq enfants. 
Elle est veuve en 1864, à l'âge de 32 ans, et elle rentre en Angleterre où elle obtient un poste de bibliothécaire au Queen's College de Londres. Elle donne des cours particuliers de mathématiques et développe une philosophie de l'enseignement qui implique l'utilisation de matériaux naturels et d'activités physiques pour encourager une conception imaginative du sujet. Son intérêt s'est étendu au-delà des mathématiques jusqu'à la théorie, la philosophie et la psychologie darwiniennes et elle a notamment organisé des groupes de discussion sur ces sujets. Au Queen's College, malgré la désapprobation des autorités, elle organise des groupes de discussion d'étudiants avec le non conventionnel James Hinton (en), qui est notamment connu pour sa défense de la polygamie. Plus tard, elle fait partie du cercle de l'éditeur pacifiste tolstoïen, C.W. Daniel; elle choisit le nom de The Crank (la manivelle) pour son magazine parce que, dit-elle, « une manivelle est une petite chose qui fait des révolutions ».  
Mary s'intéresse activement à la politique, introduisant sa fille Ethel à la cause antitsariste russe menée par Sergei Stepniak. Après la guerre des Boers de 1899-1902, elle prend position contre l'impérialisme, la religion organisée, le monde financier et le tokénisme dont elle accuse le Parlement. Elle s'oppose au droit de vote des femmes et probablement pour cette raison n'a généralement pas été considérée comme une féministe. Sa vie intéresse néanmoins les féministes comme un exemple de la façon dont les femmes ont fait carrière dans un système universitaire qui ne les a pas accueillies
Elle meurt à son domicile de Notting Hill, à Londres le 17 mai 1916, d'une crise cardiaque, à l'âge de 84 ans. 

## Contributions à l'enseignement

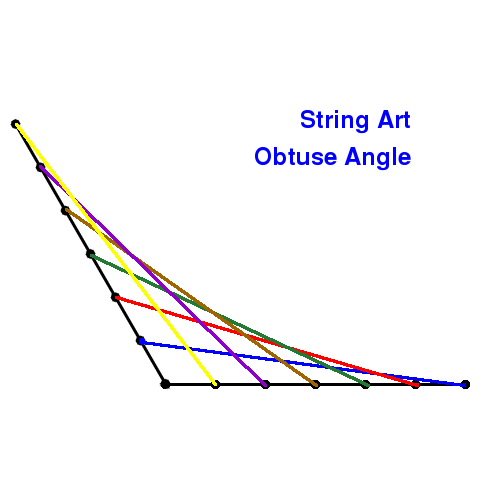
Coutures courbes.

Elle collabore avec George Boole, et échange des idées avec Victoria Welby, dans le champ de la logique, des mathématiques, de la pédagogie, la théologie ou encore les sciences.  
Elle s'efforce de mettre en place de nouvelles techniques pédagogiques, notamment dans le domaine des manipulations physiques. Cela a contribué à encourager les connexions des concepts mathématiques avec des sources extérieures. 
Son livre Philosophy and Fun of Algebra expose des notions d'algèbre et de logique aux enfants, en commençant par une fable, et en incluant des éléments d'histoire. Elle fait référence également à la philosophie et à la littérature. Mary encourage l'utilisation de l'imagination mathématique, de la pensée critique et de la créativité, en s'appuyant sur un apprentissage coopératif. 
Elle assure la diffusion des œuvres de son mari, avec une attention particulière portée à la psychologie mathématique. Alors que George Boole se concentre principalement sur le psychologisme, elle-même donne une vision plus idéologique de son travail. Elle soutient l'idée que l'arithmétique n'est pas purement abstraite, mais plus anthropomorphique. La pulsation est également importante dans ses œuvres et peut être décrite comme une séquence d'attitudes mentales, son attention étant l'analyse et la synthèse. Elle croit que la logique indienne a joué un rôle dans le développement de la logique moderne par son mari George Boole et d'autres encore. 

## Spiritualisme
Boole s'intéresse à la parapsychologie et à l'occulte, et est une spiritualiste convaincue. Elle est la première femme membre de la Society for Psychical Research en 1882. Cependant, étant la seule femme membre à l'époque, elle démissionne au bout de six mois.  
Boole est l'auteure du livre The Message of Psychic Science for Mothers and Nurses. Elle a soumis le manuscrit à Frederick Denison Maurice qui s'est opposé à ses idées controversées, ce qui lui a fait perdre son emploi de bibliothécaire au Queens College. Le livre n'a été publié qu'en 1883. Il a ensuite été republié sous le titre The Message of Psychic Science to the World (1908). 
Boole est une praticienne de la médecine homéopathique. George Boole est tombé malade en 1864, après avoir marché deux milles sous la pluie battante, puis donné des conférences en portant ses vêtements mouillés. Il a développé un rhume sévère et une forte fièvre. Le 8 décembre 1864, il meurt d'un épanchement pleural induit par la fièvre. Croyant au principe d'analogie, au sens de « soigner le mal par le mal », Mary l'avait alité et aspergé d'eau pour le guérir.

## Publications
- The Message of Psychic Science for Mothers and Nurses, Londres, Trübner & Co., 1883 [lire en ligne].
- Symbolical Methods of Study, K. Paul, Trench & Co., 1884 [lire en ligne].
- The Preparation of the Child for Science, Oxford, The Clarendon Press,1904 [lire en ligne].
- The Message of Psychic Science to the World, Londres, C.W. Daniel, 1908 [lire en ligne].
- Philosophy and Fun of Algebra, Londres, C.W. Daniel, 1909 [lire en ligne].
- The Forging of Passion Into Power, M. Kennerley, 1911 [lire en ligne].
- Collected Works, 4 vol., E.M. Cobham, 1931.
- A Boolean Anthology: Selected Writings of Mary Boole — On Mathematical Education, 1972.